# Nuove Edizioni Ivrea
Nuove Edizioni Ivrea, NEI, è una casa editrice fondata da Adriano Olivetti e un gruppo di giovani intellettuali, fra cui Bobi Bazlen. Nel 1946 la casa editrice venne trasformata nelle Edizioni di Comunità.

## Testi pubblicati
- Aldo Ferrabino, La vocazione umana, Ivrea, Nuove edizioni Ivrea, 1943.
- Studi e proposte preliminari per il piano regolatore della Valle d'Aosta, Ivrea, Nuove edizioni Ivrea, 1943.
- Adriano Olivetti, L'ordine politico delle Comunità. Le garanzie di libertà in uno Stato socialista, Ivrea, Nuove Edizioni Ivrea, 1945.